# Sergei Wiktorowitsch Ryschikow
Sergei Wiktorowitsch Ryschikow (russisch Сергей Викторович Рыжиков; * 19. September 1980 in Schebekino, Russische SFSR, UdSSR) ist ein russischer Fußballtorwart.

## Karriere
Der Torwart spielte von 1999 bis 2001 für den FK Saljut Belgorod. Von 2002 bis 2004 wurde Ryschikow von Saturn Ramenskoje verpflichtet. Im Jahr 2005 ist er für eine Saison zu Anschi Machatschkala gewechselt. Von 2006 bis 2007 stand er bei Lokomotive Moskau unter Vertrag und gewann mit dem Verein den Russischen Pokal. Den Moskauer Verein verließ er im Februar 2008 Richtung Rubin Kasan, mit dem er zwei Mal die Russische Meisterschaft gewinnen konnte.
Am 29. März 2011 debütierte er in der russischen A-Nationalmannschaft im Freundschaftsspiel gegen Katar (1:1). Er war Teil des russischen Kaders bei der WM 2014 in Brasilien, wurde dort jedoch nicht eingesetzt.

## Erfolge
- Russischer Meister: 2008, 2009
- Russischer Pokalsieger: 2007
- Russischer Supercupsieger: 2010